# Bahnhof Kranichfeld

Der Bahnhof Kranichfeld ist ein Haltepunkt, bis 1997 Bahnhof, der Landstadt Kranichfeld im Landkreis Weimarer Land in Thüringen. Er ist Endpunkt der Bahnstrecke Weimar–Kranichfeld. Im Jahre 1888 ging er in Betrieb.

## Lage
Der Bahnhof Kranichfeld als Endpunkt am Streckenkilometer 25,36 der Bahnstrecke aus Weimar befindet sich im Norden der Stadt, einige hundert Meter nördlich des Stadtkerns. Er grenzt unmittelbar an die B 87 (Bahnhofstraße) und an die Straße An dem Bahnhofe. Die nächstgelegene Station ist der etwa drei Kilometer entfernte Haltepunkt Tannroda.

## Geschichte

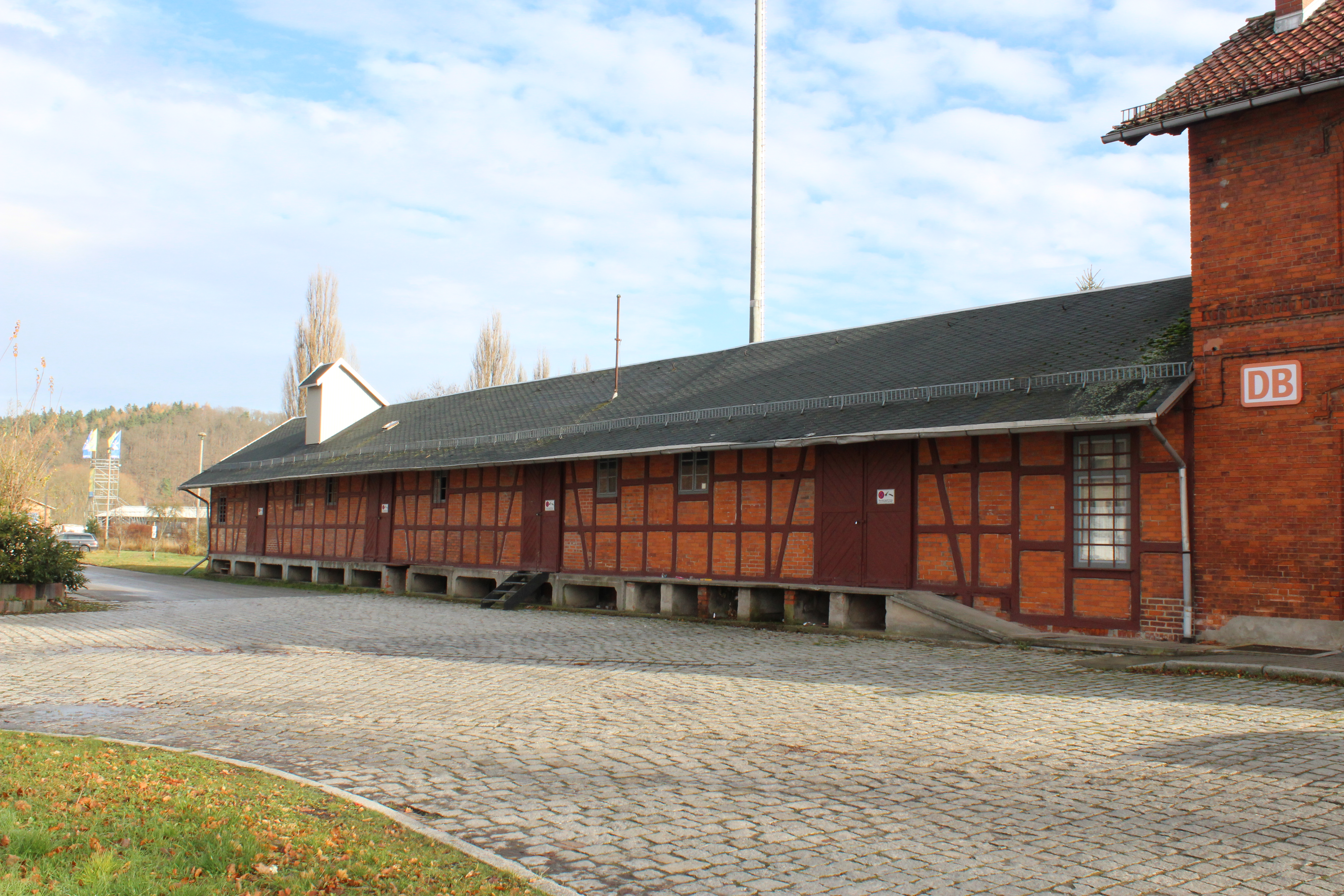
Güterschuppen (2017)

Am 14. Oktober 1888 wurde der Bahnhof Kranichfeld feierlich eröffnet. Das ortsansässige Bauunternehmen Emil Schönau war mit dem Bau der Gebäude beauftragt worden. Es entstand zunächst ein zweistöckiges Empfangsgebäude, ein Güterschuppen, Rampen und ein kleiner Lokschuppen.
Der Verkehr entwickelte sich anfangs noch nicht so wie geplant, sodass Einsparungen notwendig geworden sind. Eine Maßnahme war, dass Kranichfeld von Mai 1893 bis November 1897 mit der Frau des Bahnmeisters statt des Bahnhofsvorstehers besetzt war. Ab etwa 1900 sorgten bahnamtliche Rollfuhrunternehmen für das An- und Abrollen des Frachtgutes auf der Straße von und zu den Kunden. 1934 ersetzte man den aus dem Jahre 1888 stammenden Fachwerklokschuppen durch einen deutlich längeren massiven Neubau. Seine Länge betrug 48 Meter.
Im Zweiten Weltkrieg wurden die Strecke und mehrere Bahnhöfe durch Bombenangriffe schwer getroffen. Der Bahnhof in Kranichfeld blieb davon verschont. Eine Rangierlok, die einen Angriff überstand, wurde in Kranichfeld eingeschlossen. Anfang August 1945 konnte der Betrieb auf der gesamten Strecke nach einigen Reparaturarbeiten wieder aufgenommen werden.

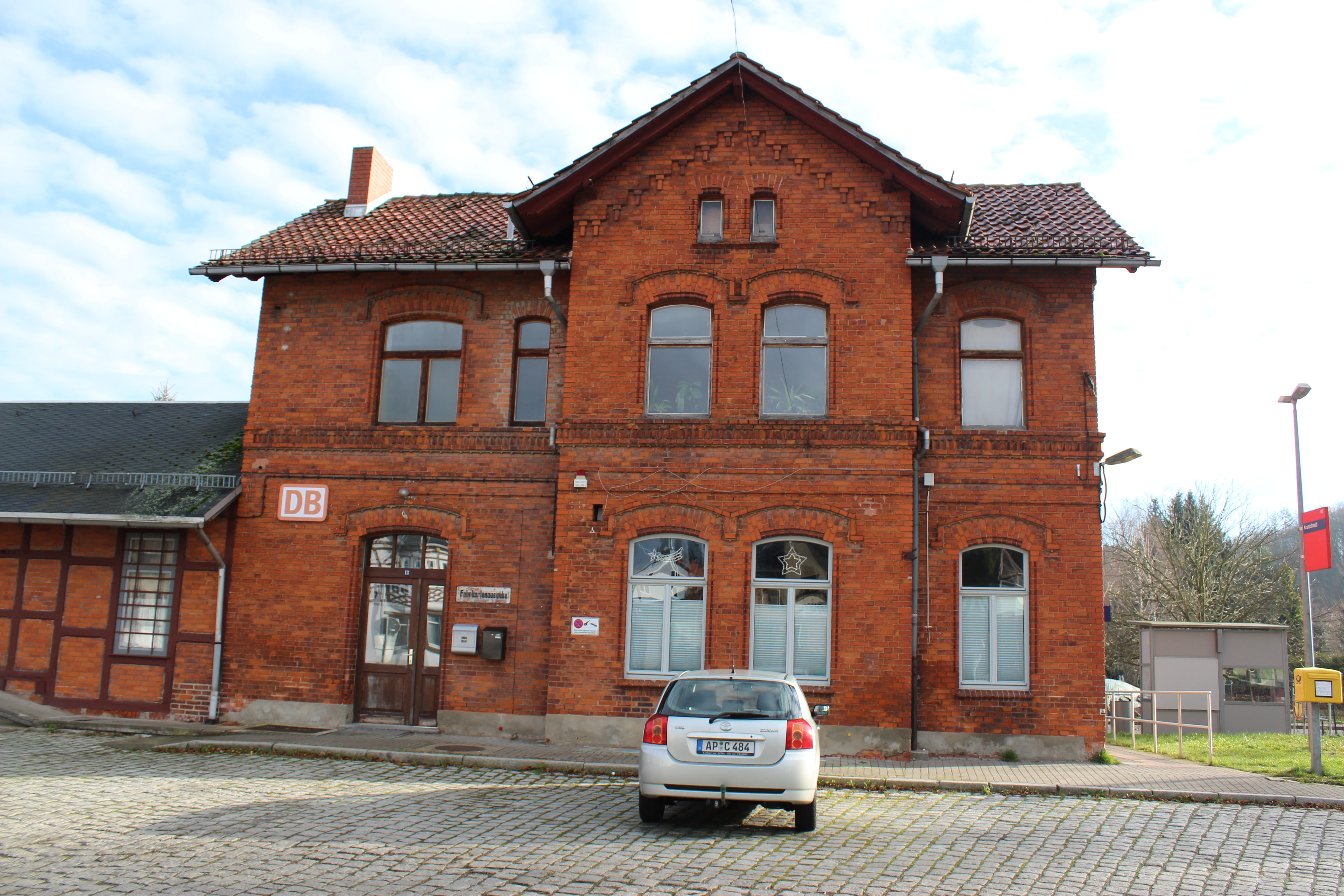
Empfangsgebäude, Straßenseite (2017)

Nachdem Vereinfachter Nebenbahndienst zwischen Weimar und Kranichfeld eingeführt worden war, reduzierte sich das Personal im Kranichfelder Bahnhof auf zwei Fahrkartenverkäuferinnen und einen Bahnhofsarbeiter, der für den Wagendienst, die Güterabfertigung und andere Aufgaben zuständig war.
Mit der Einstellung des Personenverkehrs auf dem Streckenast nach Blankenhain im Jahre 1966 wurde es auch in Erwägung gezogen, den Verkehr zwischen Bad Berka und Kranichfeld einzustellen und anschließend den Streckenabschnitt stillzulegen. Doch dazu kam es nicht. Auch nach der Wende drohte dem Abschnitt bis Kranichfeld ab 1991 das Aus. Es regte sich jedoch Widerstand. Daraufhin folgten umfangreiche Angebotsverbesserungen, die erfolgreich waren. Bis 1996 waren die Nebengleise und Weichen entfernt. Es wurde ein moderner Bahnsteig errichtet. Am 12. Juni 1997 wurde die Station als Haltepunkt in Betrieb genommen.
Das Bahnhofsgebäude befindet sich heute in Privatbesitz, im Erdgeschoss befinden sich Gewerberäume, im Obergeschoss Wohnräume.

### Unfälle und Betriebsstörungen
Hochwasser der Ilm u. a. in den Jahren 1890, 1926, 1940, 1946 oder 1981 sorgten in Kranichfeld immer wieder für Überschwemmungen der Bahnhofsfläche.
Am 16. April 1936 versuchte ein 16-jähriges Mädchen, auf einen anfahrenden Zug aufzuspringen. Es verunglückte dabei und verlor seinen linken Arm und linken Unterschenkel.

## Anlagen

### Bahnsteige und Gleise

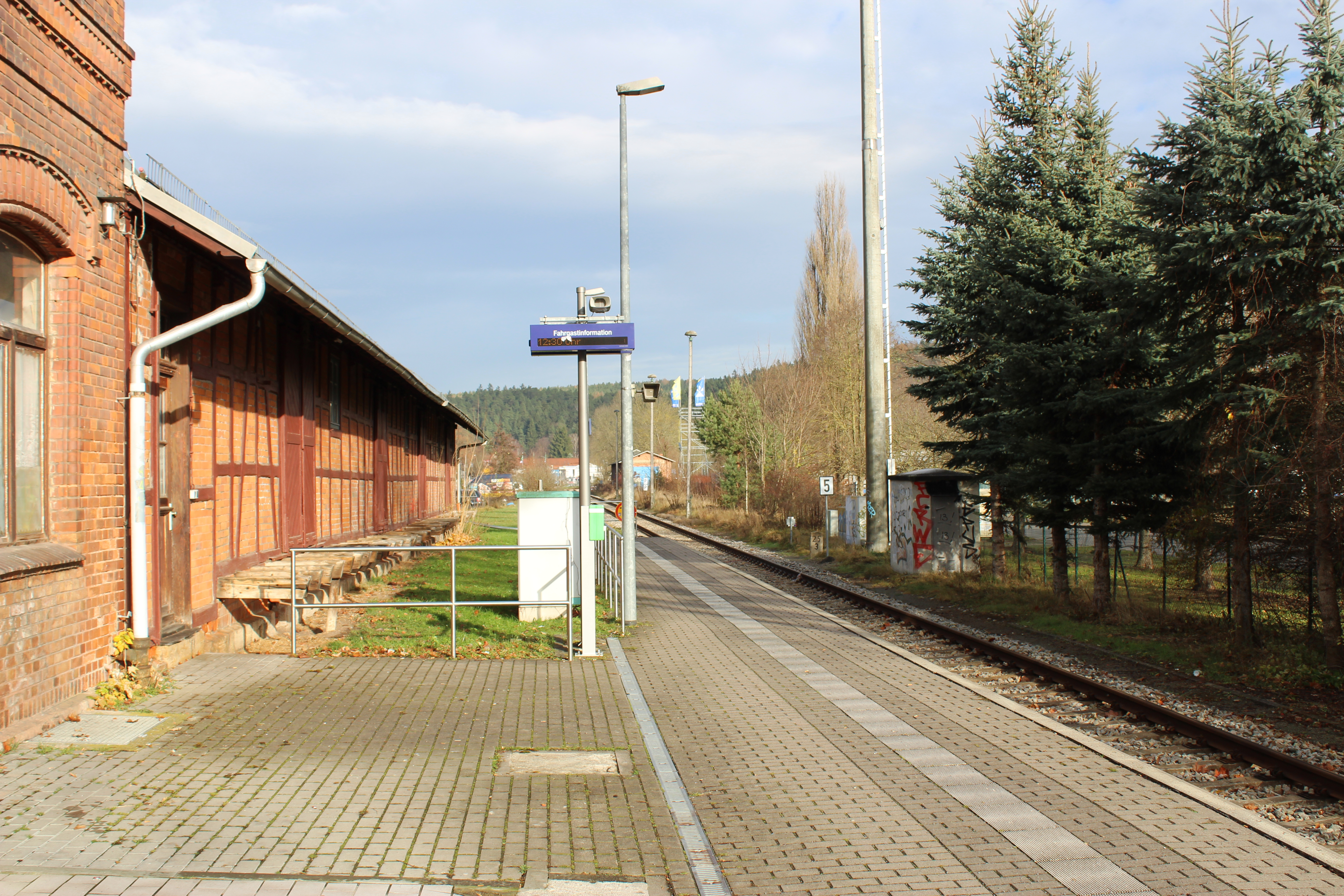
Bahnsteig (2017)

Bei der Eröffnung im Jahre 1888 existierten vier Gleise und sieben Weichen. Das 50 Meter lange Hauptgleis endete vor dem Empfangsgebäude. Gleis 2a führte zum Lokschuppen. Das Gleis 3 (Ladegleis) lag an einer 90 Meter langen Ladestraße und endete am Güterboden. An dieses Gleis schloss sich ein weiteres Ladegleis (Gleis 4) an. Es endete an einer Kopf- und Seitenrampe. Ein Anschlussgleis an das Sägewerk Schönau kam um 1905 hinzu, das eine nordöstliche Verlängerung des Gleises 3 darstellte. Mitte der 1930er Jahre wurden die Gleisanlagen ein wenig verändert. 1976 wurde das Lokschuppengleis demontiert.
Anfangs bestanden die zwei Bahnsteige nur aus einer Kiesaufschüttung. Eine befestigte Kante hatten sie zunächst nicht. Erst nach der Jahrhundertwende erhielten sie diese. Teils war deren Oberfläche gepflastert, teils mit abgewalztem Kies belegt.

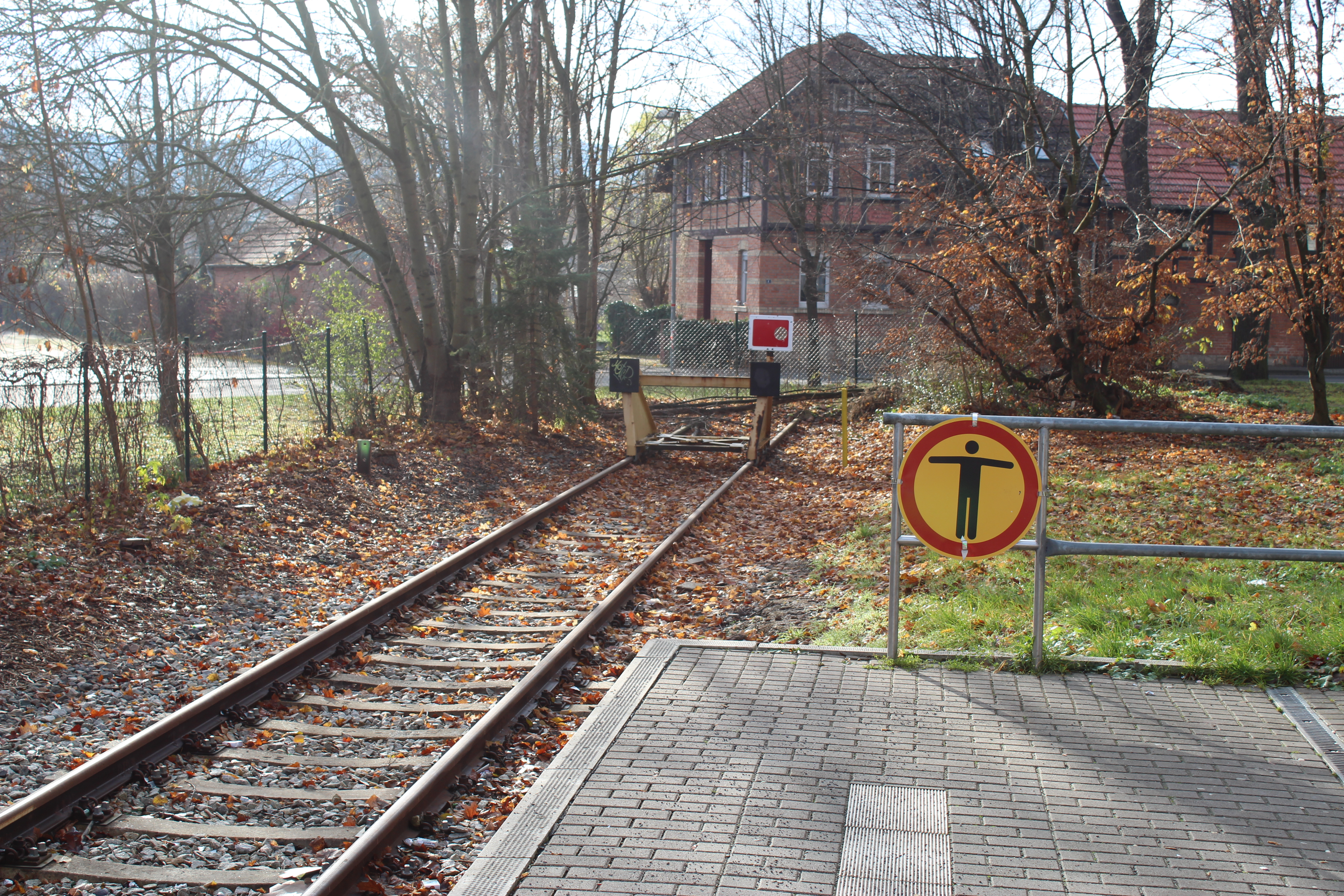
Gleisende (2017)

Nach 1949 änderten sich die Gleisbezeichnungen und Nutzlängen am Bahnhof, auch durch den Einbau von Gleissperren.
Der seit 1997 existierende Bahnsteig ist 50 Meter lang und 55 Zentimeter hoch.

### Empfangsgebäude und weitere Gebäude
Das Empfangsgebäude gab es von Anfang an seit 1888. Es handelt sich um einen Ziegelbau mit schiefergedeckten Satteldächern. Der Güterschuppen ist ein Fachwerkbau. Im Laufe Zeit kam ein 30 Meter langer Anbau an den Schuppen hinzu. Am nordöstlichen Ende des Bahnhofs entstand der Fachwerklokschuppen. Seine Fläche betrug 13 Meter mal 5 Meter. Zu ihm gehörten ein Übernachtungsanbau, ein Kohlebansen und eine Wasserstation. Er wurde 1934 durch einen Neubau ersetzt.
Das Empfangsgebäude und der Güterschuppen stehen unter Denkmalschutz.

## Verkehrsanbindung
| Linie | Linienverlauf                    | Takt (min) | EVU           |
| ----- | -------------------------------- | ---------- | ------------- |
| RB 26 | Kranichfeld – Bad Berka − Weimar | 60         | Erfurter Bahn |

Im morgendlichen Berufsverkehr findet eine Verdichtung auf einen 30-Minuten-Takt statt.
Darüber hinaus verbinden einige lokale Buslinien den Bahnhof u. a. mit den Orten Bad Berka oder Erfurt.